# Scoriadopsis
Scoriadopsis är ett släkte av svampar. Scoriadopsis ingår i familjen Capnodiaceae, ordningen Capnodiales, klassen Dothideomycetes, divisionen sporsäcksvampar och riket svampar.
|              | Capnodium                               |
|              |                                         |
|              | Polychaeton                             |
|              |                                         |
|              | Polychaetella                           |
|              |                                         |
|              | Tripospermum                            |
|              |                                         |
|              | Trichomerium                            |
|              |                                         |
|              | Scolecoxyphium                          |
|              |                                         |
|              | Phaeoxyphiella                          |
|              |                                         |
|              | Ciferrioxyphium                         |
|              |                                         |
|              | Ceramoclasteropsis                      |
|              |                                         |
|              | Callebaea                               |
|              |                                         |
|              | Anopeltis                               |
|              |                                         |
|              | Acanthorus                              |
|              |                                         |
| Scoriadopsis | \| \| Scoriadopsis miconiae \| \| \| \| |
|              | \| \| Scoriadopsis miconiae \| \| \| \| |
|              | Apiosporium                             |
|              |                                         |
|              | Capnophaeum                             |
|              |                                         |
|              | Fumagospora                             |
|              |                                         |
|              | Echinothecium                           |
|              |                                         |
|              | Leptoxyphium                            |
|              |                                         |
|              | Aithaloderma                            |
|              |                                         |
|              | Phragmocapnias                          |
|              |                                         |
|              | Scorias                                 |
|              |                                         |
|              | Hyaloscolecostroma                      |
|              |                                         |
|              | Limaciniaseta                           |
|              |                                         |
|              | Plurispermiopsis                        |
|              |                                         |
|              | Fumiglobus                              |
|              |                                         |
|              | Scoriadopsis miconiae                   |
|              |                                         |

|  | Scoriadopsis miconiae |
|  |                       |